# Hisarlık Tepe
Koordinaten: 39° 57′ 26″ N, 26° 14′ 19″ O

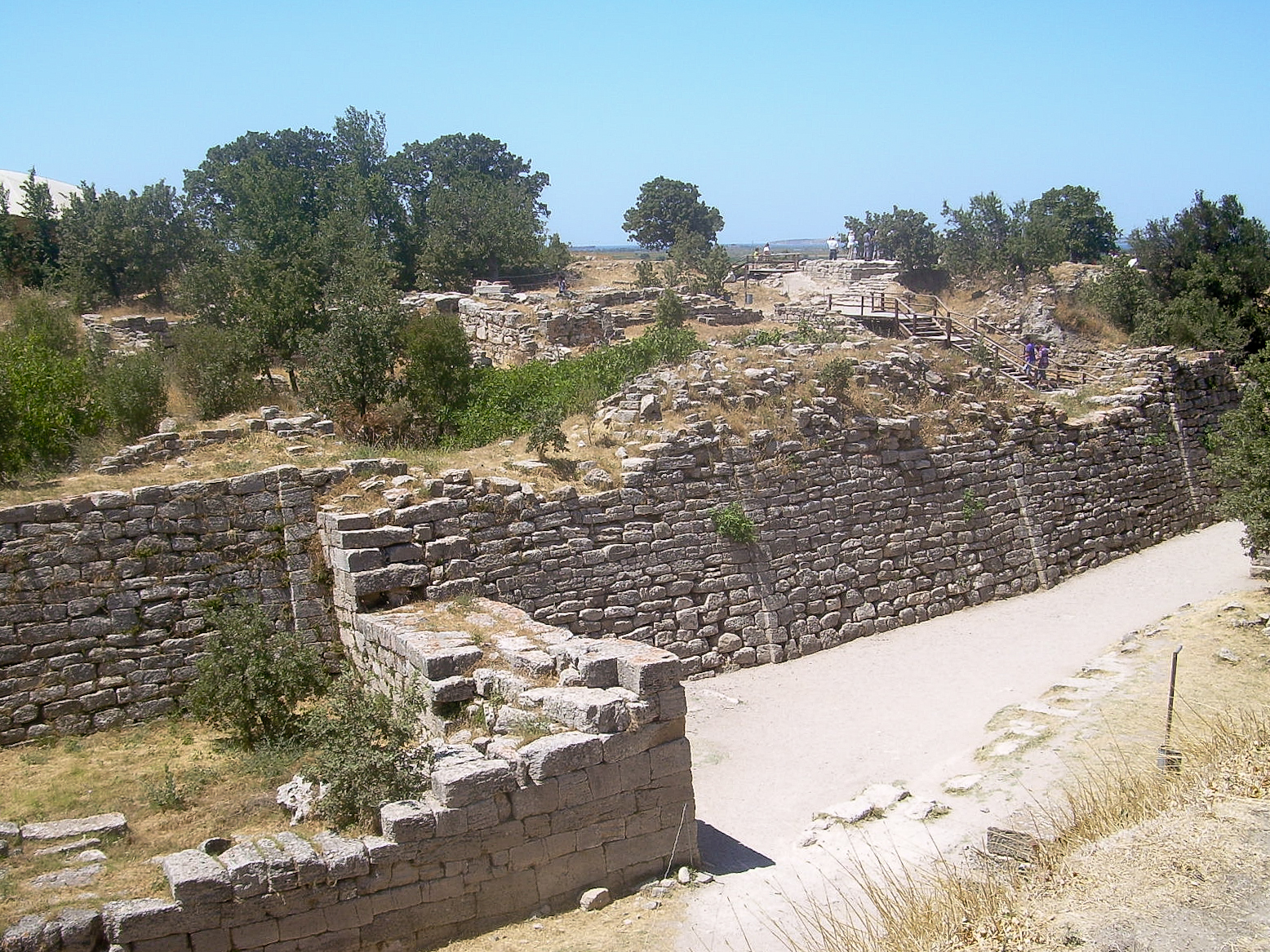
Mauern der siebten Schicht

Plan von Hisarlık

Schnitt

Hisarlık Tepe (‚Palasthügel‘) bezeichnet die archäologische Fundstätte des Burgberges von Troja in der Türkei westlich von Tevfikiye, Provinz Çanakkale. In der Wissenschaft wird Hisarlık mit Troja gleichgesetzt.
Vom Hisarlık Tepe aus liegen das Ägäische Meer 6,5 Kilometer und die Dardanellen etwa 7 Kilometer entfernt.
Der etwa 15 Meter hohe Hügel enthält mindestens zwölf Siedlungsschichten, die aus einem Zeitraum von mindestens 3500 Jahren stammen. Die letzte davon stammt aus der römischen Zeit.
Heinrich Schliemann entdeckte am 31. Mai 1873 auf dem Hisarlık Tepe den Schatz des Priamos, der aber aufgrund des zeitlichen Kontextes nicht dem mythischen König Priamos zugeordnet werden kann. Schliemann teilte 1873 der Öffentlichkeit mit, mit dem Hisarlık Tepe Troja gefunden zu haben.